# Battlements-Nunatak
Der Battlements-Nunatak ist ein großer, 2123 m hoher Nunatak im ostantarktischen Viktorialand. Er ragt 10 km nordwestlich der Allan Hills am Kopfende des Mawson-Gletschers auf. Der Nunatak ist hauptsächlich eisfrei und besitzt mehrere kleine Nebengipfel auf einer Linie westlich des Hauptgipfels.
Die neuseeländische Mannschaft der Commonwealth Trans-Antarctic Expedition (1955–1958) entdeckte ihn und benannte ihn deskriptiv, da seine Gipfel wie die Zinnen (englisch battlements) einer Burg anmuten.